# Hotel Ozinga
Het pand aan de Lemmerweg 8, vooral bekend als Hotel Ozinga, is een hotelgebouw te Sneek, vooral bekend door de gemoedelijke sfeer die van 1930 tot 1996 voornamelijk werd bepaald door hotelhoudster Jikke Ozinga.
Na de dood van Ozinga in 1996 raakte Hotel Ozinga langzamerhand in verval. In juni 2007 werd Woningstichting De Wieren eigenaar van het pand, met als doel het historische gebouw in oude luister te herstellen. Op 20 augustus 2008 werd de eerste paal voor de nieuwe fundering van Hotel Ozinga door wethouder Tom Metz geslagen. Bijna twee jaar stond het pand in de steigers achter een enorm fotodoek, waarop een levensgrote afbeelding van het pand in vroegere jaren.
Op dinsdag 30 juni 2009 werd het fotodoek weggehaald, om het aan de buitenzijde gerestaureerde pand weer te tonen. Inmiddels is het pand van binnen ook weer opgeknapt en sinds 2014 in gebruik als hotel-restaurant.